# Манакін-бородань північний
Манакін-бородань північний (Corapipo leucorrhoa) — вид горобцеподібних птахів родини манакінових (Pipridae).

## Поширення
Вид поширений в горах Сьєрра-де-Періха на заході Венесуели, а також в північно-центральній і західній частині Колумбії. Населяє підліски вологих лісів, переважно в передгір'ях, до 1200 метрів над рівнем моря.